# Michelle Monaghan
Pour les articles homonymes, voir Monaghan (homonymie).
Michelle Monaghan, née le 23 mars 1976 à Winthrop (Iowa), est une actrice américaine.
Repérée à la télévision dans la série dramatique Boston Public (2002-2003), c'est avec le premier rôle féminin de la comédie noire Kiss Kiss, Bang Bang (2005) que Michelle Monaghan lance sa carrière cinématographique.
Durant la seconde moitié des années 2000, elle incarne l'épouse du héros de Mission impossible 3 (2006), interprété par Tom Cruise ; forme avec Casey Affleck le tandem d'enquêteurs du thriller indépendant Gone Baby Gone (2007), partage l'affiche des comédies romantiques Les Femmes de ses rêves (2007) et Le Témoin amoureux (2008) respectivement avec Ben Stiller et Patrick Dempsey ; forme avec Shia LaBeouf un couple pris dans un complot dans le thriller d'action L'Œil du mal (2008) et incarne l'amour perdu du héros de Code Source (2011), interprété par Jake Gyllenhaal.
Comme tête d'affiche, elle produit et joue dans le film à petit budget Trucker (2008). C'est seulement dix ans plus tard qu'elle parvient à renouveler cette expérience avec le drame social Saint-Judy. Entre-temps, à la suite des échecs de plusieurs longs-métrages, elle s'est tournée vers la télévision : en 2014, sa performance dans la série True Detective lui vaut une nomination au Golden Globe de la meilleure actrice dans un second rôle dans une série.
Depuis, elle continue à tenir des seconds rôles au cinéma (dont celui de Julia Meade dans la franchise cinématographique Mission Impossible) et tient le premier rôle féminin de la série dramatique The Path.

## Biographie

### Enfance et jeunesse
Michelle Lynn Monaghan naît le 23 mars 1976 à Winthrop, (Iowa, États-Unis), est la fille de Bob et Sharon Monaghan. Son père était ouvrier et fermier à temps partiel ; sa mère tenait une crèche dans la maison familiale,. Elle a deux frères aînés, Bob et John, et sa famille a fréquemment recueilli et adopté d'autres enfants. En 1994, elle sort diplômée de la East Buchanan High School, où elle était déléguée de classe et avait joué dans quelques pièces. Après son diplôme, elle déménage à Chicago pour étudier le journalisme au Columbia College. Parallèlement, elle est mannequin pour payer ses cours, aux États-Unis ainsi qu'à Milan, Singapour, Tokyo et Hong Kong. Elle quitte l'université alors qu'il lui reste un semestre à compléter et part pour New York poursuivre ses activités de mannequin et d'actrice.

### Carrière

#### Débuts à la télévision et au cinéma (2001-2005)
Ses premières apparitions remarquées sont des rôles mineurs dans les séries télévisées Young Americans et New York, unité spéciale en 2001, tourne également des publicités pour Stayfree et Secret Sheer Dry. Michelle Monaghan fait ses débuts sur grand écran la même année dans Perfume de Michael Rymer, suivi en 2002 par un petit rôle dans Infidèle.
Concernant son expérience sur Infidèle, elle raconte : 

« J'ai joué un tout petit rôle de secrétaire dans Infidèle, d'Adrian Lyne. La moitié de mes scènes ont été coupées, mais les encouragements de Richard Gere m'ont aidée à réaliser que devenir actrice était ce qui me tenait le plus à cœur. »

— Michelle Monaghan, interview pour le magazine Première par Christian Jauberty, septembre 2005.
Elle incarne le personnage récurrent de Kimberly Woods pendant toute la troisième saison de Boston Public, qui lui permet de se faire remarquer des critiques et du public. Par la suite, elle retourne ensuite au cinéma, où elle apparaît dans deux films dramatiques : Une si belle famille (2003), dans lequel elle partage l'affiche avec Michael et Kirk Douglas et un rôle secondaire mais d'importance dans le film indépendant Winter Solstice (2004), où elle joue aux côtés d'acteurs comme Anthony LaPaglia et Aaron Stanford. Malheureusement, malgré un certain succès critique, ils passent inaperçus lors de leurs sorties en salles et restent inédits dans la plupart des pays.
En 2004, elle joue un agent de la CIA dans La Mort dans la Peau, second volet de la saga Jason Bourne et obtient par la suite des rôles un peu plus importants devenant tour à tour un génie de l'informatique de l'équipe de Brad Pitt dans le film d'action Mr. et Mrs. Smith et la collègue de Charlize Theron victime de harcèlement sexuel dans le drame L'Affaire Josey Aimes.
Elle tourne deux films par la suite Constantine, dans lequel elle incarne un démon, et Syriana, où elle devient une Miss USA, maîtresse d'un magnat du pétrole. Mais la majorité de ses scènes de Constantine furent supprimées au montage car le réalisateur, Francis Lawrence, voulait que le personnage principal, joué par Keanu Reeves, soit complètement seul quand il rencontre le personnage de Rachel Weisz. Elle apparaît seulement dans une scène de quelques secondes,,. Pour Syriana, ses scènes furent également supprimées à la suite des réactions négatives sur la durée du film lors des projections tests,.

#### Révélation critique et commerciale (2005-2006)

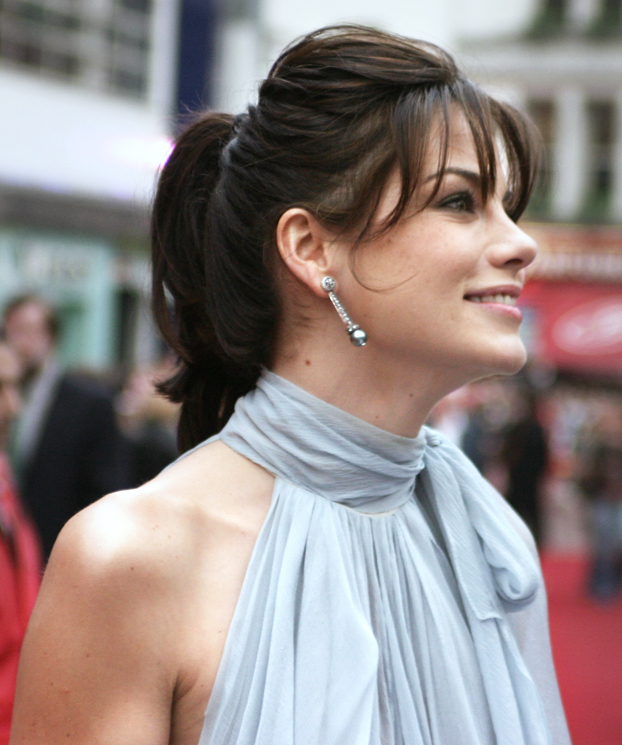
Michelle Monaghan, lors de la première de Mission impossible 3, en avril 2006.

Il faut attendre 2005 pour qu'elle obtienne, après avoir passé deux auditions, son premier grand rôle au cinéma dans la comédie policière Kiss Kiss Bang Bang, réalisée par Shane Black, dans laquelle elle partage la vedette avec Robert Downey Jr. et Val Kilmer. Elle y incarne Harmony Faith Lane, une jeune femme du Midwest, « sexy, pleine de punch », qui « veut être actrice mais n’y arrive pas », qui « n’a pas eu beaucoup de chances dans sa vie » et qui est mêlée à une histoire de meurtre.
Séduite par le scénario qu'elle qualifie de « passionnant », l'actrice décrit son personnage comme « débrouillarde, vulnérable sous ses airs cool, drôle et romantique » et qui « ne subit pas les événements mais les provoque » et ajoute qu'elle « est à la fois fragile, romantique, drôle et forte ».
C'est avec ce film qu'elle tourne sa première (et unique à ce jour) scène de nu, ce qui lui vaut de raconter dans une interview : 

« Quelqu’un m’a dit que j’étais sur le site Celebrity Skin, je lui ai répondu : « Oh, c’est cool ! » J'adore Internet. Maintenant, je peux regarder mes seins en ligne chaque jour ! »

— Michelle Monaghan
 Présenté au Festival de Cannes, Kiss Kiss Bang Bang a rencontré un succès critique, à défaut d'un succès commercial suffisant, permettant à Monaghan de lancer véritablement sa carrière cinématographique.
C'est la vidéo de ses essais pour Constantine qui lui vaut d'être auditionnée pour le casting de Mission impossible 3,. En 20 minutes, elle obtient le rôle de Julia, épouse d'Ethan Hunt (Tom Cruise) et femme tout ce qu’il y a de plus normal, ne connaissant pas les activités de son mari, avant de finir par adopter une attitude de tueuse plutôt efficace. Pour se préparer pour le film, elle s'est entraînée au maniement des armes à feu et mise en condition physique.
Succès critique, malgré un résultat au box-office décevant par rapport à la saga, Mission impossible 3 permet à la comédienne de se faire connaître d'un large public et d'obtenir des rôles importants.
Pour elle, la célébrité « n’est pas quelque chose dont [elle se] soucie », affirmant que si cela arrivait, la seule chose qu'elle pourrait faire, « c'est de faire avec, mais qu'elle se concentre sur son évolution en tant qu’actrice, croyant que beaucoup de gens pensent à la célébrité pour elle plus qu'elle n"y pense elle-même.

#### Diversification et confirmation (2007-2011)

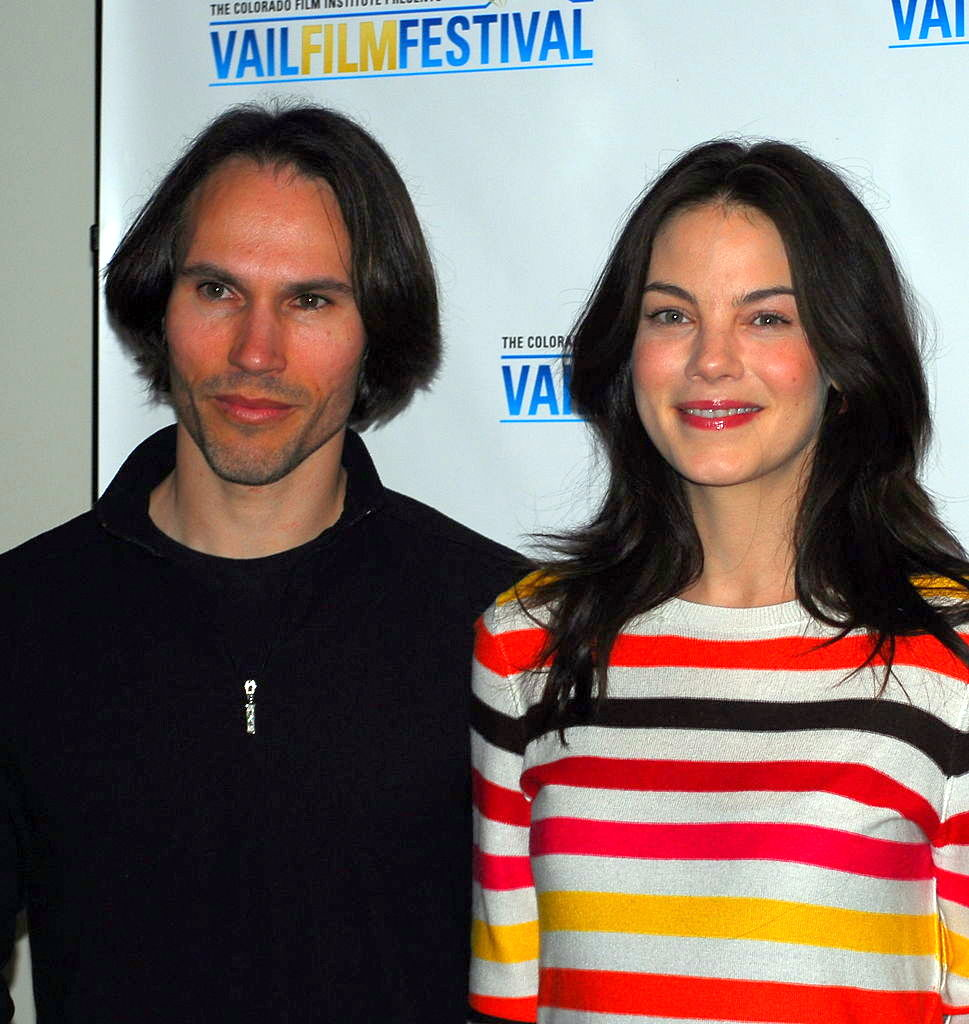
Michelle Monaghan au Vail Film Festival avec Scott Cross, fondateur du festival, en avril 2009.

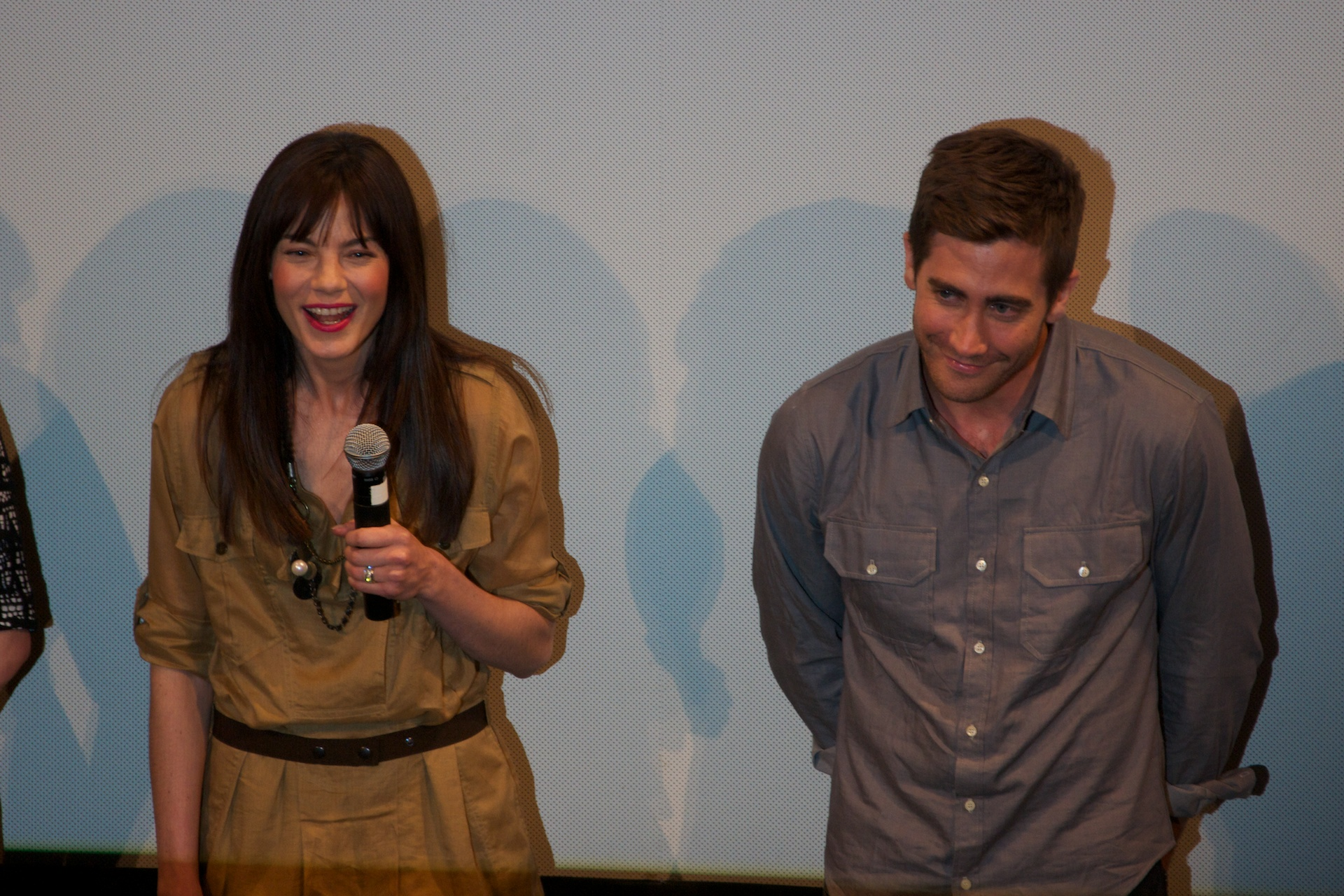
L'actrice aux côtés de Jake Gyllenhaal à la première de Source Code au SXSW Film Festival 2011.

L'année 2007 est marquée par la sortie de deux films où elle tient le rôle principal féminin. Dans Gone Baby Gone, premier film réalisé par l'acteur Ben Affleck, adaptation du roman de Dennis Lehane, elle prête ses traits au personnage d'Angie Gennaro, détective privé, qui, avec son collègue et petit ami (interprété par Casey Affleck), enquête sur la disparition d'une petite fille dans la ville de Boston. Pour l'actrice, ce rôle est un défi en raison du sujet qui l'a interpellée et elle a apprécié qu'il n'y ait pas de happy end et que personne n'ait tort, ni raison.
Concernant le personnage et son évolution dans l'histoire, elle ajoute :

« Elle fait un boulot de mec. C'est un rôle non traditionnel pour une femme, et c’est ce qui m’a plu. Et particulièrement qu’un couple puisse être en désaccord sur quelque chose moralement et éthiquement. Cela va vous déchirer. Pour moi, cela a été une vraie dévastation. Je me suis beaucoup posé de questions. "Que ferais-je dans cette situation ?" Je ne sais toujours pas ce que je ferais. Votre esprit vous dit de faire une chose et votre cœur vous dit une chose différente. Ce qui vous laisse avec une sensation de malaise à la fin du film, c’est de réaliser que la seule victime est la petite fille [...] Parce que vous voyez un couple qui fait une bonne équipe et qui est censé être ensemble. Mais cela les détruit. C’est simple. Ce n’est pas quelque chose à laquelle elle renonce ou ils renoncent. Ce n’est pas quelque chose dont ils discutent. C’est juste ça et ils se séparent l’un de l’autre. »

— Michelle Monaghan, interview pour le site Movieweb.com, octobre 2007.
Lors de sa sortie en salles, Gone Baby Gone est encensé par la critique dans les pays anglophones, et francophones et rencontre un succès honorable en salles. Monaghan fut nommée avec l'ensemble du casting au Critics Choice Award de la meilleure distribution.
Elle tente une incursion dans la comédie, en tenant le premier rôle féminin des Femmes de ses rêves des frères Farrelly, remake du Brise-cœur. Elle partage l'affiche avec Ben Stiller. Au départ, elle avait auditionné pour le rôle tenu par Malin Akerman. Selon elle, cette comédie est un « nouveau choix » puisque la préparation d'un rôle dans ce genre de films est différente de celle des films dramatiques. En dépit des commentaires mitigés,, Les Femmes de ses rêves a rencontré son public avec 127 millions de dollars de recettes.
L'année 2008 est chargée puisqu'elle est à l'affiche de deux films : Le Témoin amoureux, comédie romantique dans laquelle elle la meilleure amie de Patrick Dempsey, qui tombe amoureux d'elle, et L'Œil du mal, un thriller avec Shia LaBeouf. Elle y incarne une mère célibataire accusée de terrorisme, personnage le plus physique qu'elle ait fait, assurant la majeure partie des cascades.
Cette même année marque ses débuts de productrice avec le film indépendant Trucker, dans lequel elle tient le rôle central. Tourné avec un faible budget et en dix-huit jours, Trucker raconte l'histoire d'une camionneuse qui est contrainte de s'occuper de son fils qu'elle connaît à peine. L'actrice trouve que le film offre un « regard honnête sur une femme » et que son personnage est véritablement « honnête ».

« [Le personnage] était si bien écrit, et c'était vraiment un "rôle de la vie" que je ne pouvais pas laisser passer. C'était un regard très honnête sur une femme. J'ai vraiment été intriguée par son caractère et par l'idée de jouer un personnage auquel je ne m’identifiais pas au premier abord. Elle a fait beaucoup de choix que la plupart des femmes ne ferait pas, et j'ai été très intriguée par le fait de jouer quelqu'un auquel la plupart des gens ne s'identifieraient pas ou n’aimeraient probablement pas s'identifier. Alors j'ai voulu la jouer. Le défi était de ne pas rendre les gens comme elle. À la fin, c’était d'aider les gens à comprendre qui elle est et pourquoi elle fait les choix qu'elle fait. »

— Michelle Monaghan, interview de Malibu Magazine, 8 octobre 2008.
Très attachée au film, elle se prépara pour le rôle un an avant le début du tournage en passant le permis poids-lourds et a déclaré qu'elle n'aurait pas fait le film si elle n'avait pas obtenu ce permis,. Elle est récompensée au San Diego Film Critics Society Awards de 2009 pour sa prestation de camionneuse (« Meilleure actrice »).
Elle fait un retour à la comédie en 2010, elle tourne de nouveau aux côtés de Robert Downey Jr. dans Date Limite en incarnant son épouse enceinte, puis joue dans le drame indépendant Somewhere, de Sofia Coppola.
L'année suivante, elle partage la vedette avec Jake Gyllenhaal dans le thriller de science-fiction Source Code, devient l'épouse de Gerard Butler dans le film Machine Gun Preacher et fait un caméo dans le quatrième volet de Mission impossible.

#### Critiques et retour télévisuel (depuis 2012)

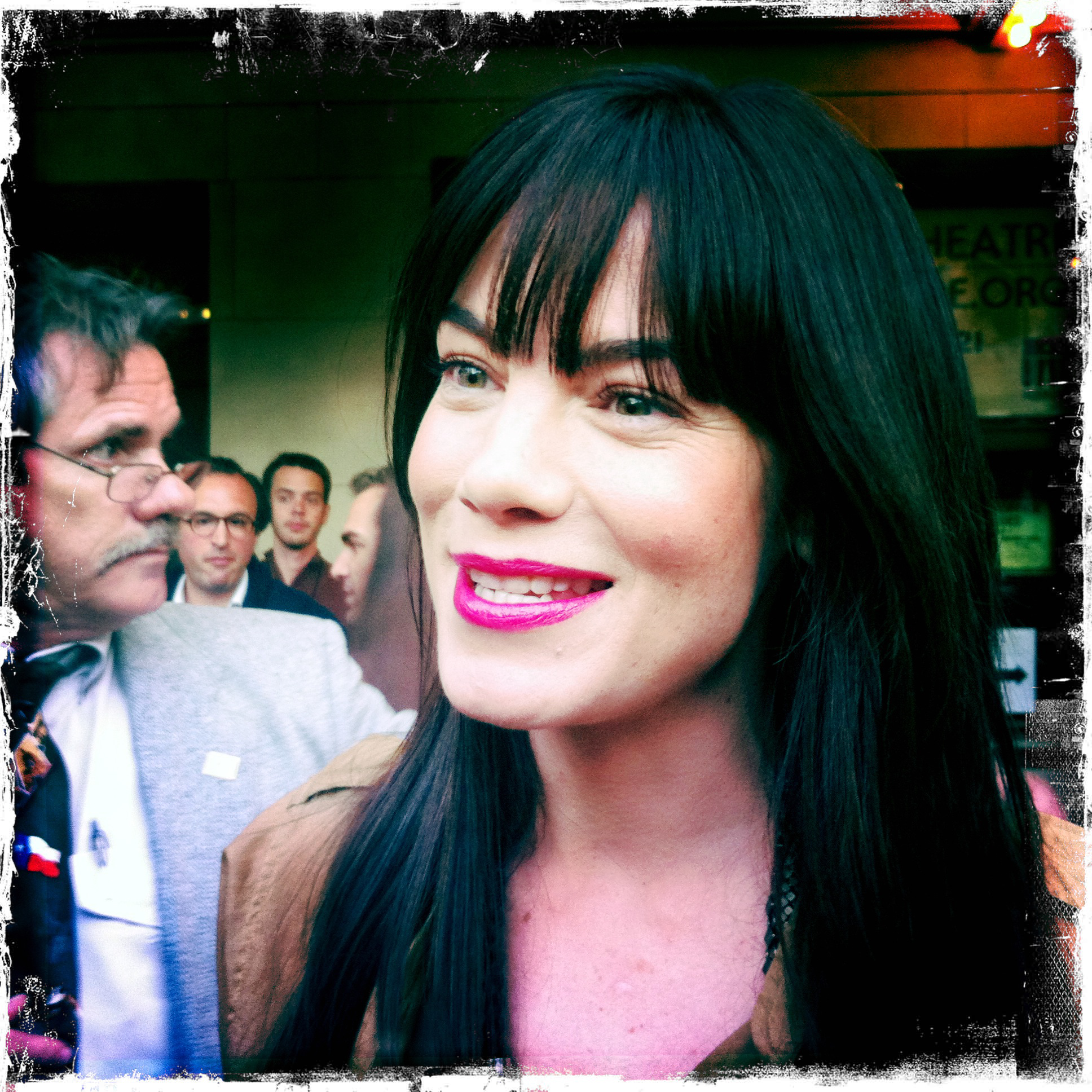
Au SXSW Film Festival 2011, pour la première de Gus.

Cependant, les années 2012 à 2014 sont marquées par des échecs : La Mort en sursis, Gus (renommé Expecting), Penthouse North et Une seconde chance connaissent une sortie limitée ou un direct-to-video. L'actrice accepte donc de revenir à la télévision.
En 2014, elle tient le rôle de l'épouse du personnage incarné par Woody Harrelson dans la nouvelle série dramatique True Detective, diffusé sur HBO. Acclamé par la critique, le programme rencontre également un succès d'audience. En raison du format anthologique de celui-ci, la distribution est intégralement renouvelée pour la saison suivante.
L'actrice tourne alors l'épisode pilote d'une nouvelle série, Open, créée par Ryan Murphy : l'actrice y donne la réplique à Jaimie Alexander, Jennifer Jason Leigh et Anna Torv. Le projet n'est cependant pas commandé. Finalement, elle est choisie pour compléter un binôme masculin acclamé par la critique - Hugh Dancy et Aaron Paul - pour une nouvelle série dramatique, The Path, prévue pour la plateforme Hulu.
Parallèlement, elle continue à seconder des hommes au cinéma : en 2015, elle tient le premier rôle féminin de la comédie fantastique potache Pixels, portée par Adam Sandler et Kevin James ; en 2016, elle joue l'épouse du héros (joué par Mark Wahlberg) du drame historique Traque à Boston, écrit et réalisé par Peter Berg ; en 2017, elle partage l'affiche du polar Sleepless avec Jamie Foxx, puis fait partie du casting du drame indépendant Sidney Hall, où elle joue la mère du jeune protagoniste interprété par Logan Lerman.

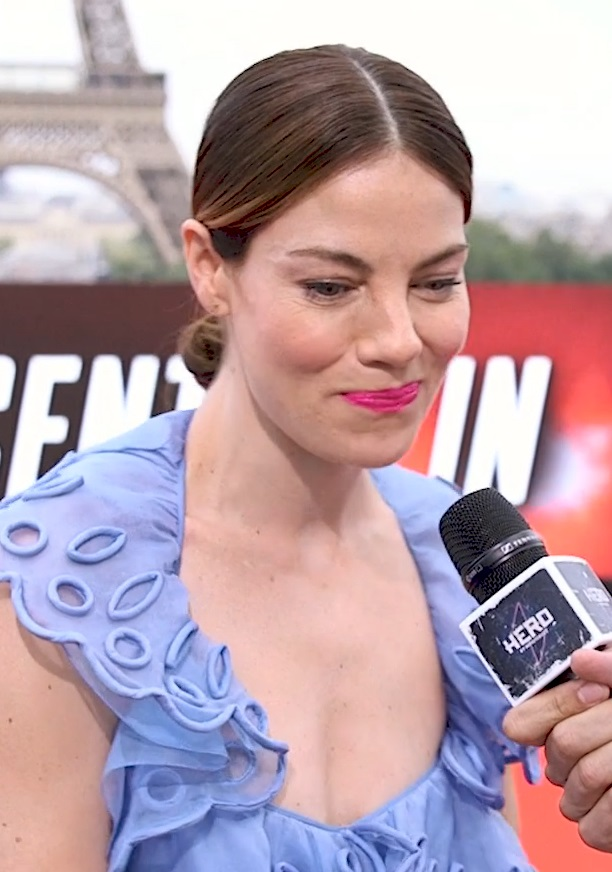
L'actrice à Paris en 2018 pour la promotion de Mission impossible : Fallout.

L'année 2018 est marquée par la diffusion de la deuxième saison de The Path, mais aussi la sortie du blockbuster Mission impossible : Fallout, de Christopher McQuarrie, qui est le plus gros succès commercial de la franchise.
Début 2019 sort le drame indépendant Saint Judy, dont elle interprète le rôle-titre, celui d'une avocate spécialisée dans l'immigration, basée sur une figure ayant vraiment existé. Puis elle fait partie du casting international de la nouvelle série thriller de Netflix Messiah.

### Vie privée
Elle rencontre le graphiste australien Peter White lors d'une fête en 2000, ils se marient en août 2005. Ils habitent New York. Michelle donne naissance à une fille, Willow Katherine White, le 5 novembre 2008. Le 30 octobre 2013, elle donne naissance à un garçon nommé Tommy Francis White.
En octobre 2011, elle révèle qu'elle a souffert d'un cancer de la peau : son mari a remarqué un grain de beauté à un de ses mollets et a insisté pour qu'elle consulte un médecin,.

## Filmographie

### Cinéma
- 2001 : Perfume de Michael Rymer et Hunter Carson : Henrietta
- 2002 : Infidèle (Unfaithful) d'Adrian Lyne : Lindsay
- 2003 : Une si belle famille (It Runs in the Family) de Fred Schepisi : Peg Maloney
- 2004 : Winter Solstice de Josh Sternfeld : Stacey
- 2004 : La Mort dans la peau (The Bourne Supremacy) de Paul Greengrass : Kim
- 2005 : Constantine : caméo, une des personnes possédées
- 2005 : Kiss Kiss Bang Bang de Shane Black : Harmony Faith Lane
- 2005 : Mr et Mrs. Smith (Mr. & Mrs. Smith) de Doug Liman : Gwen
- 2005 : L'Affaire Josey Aimes (North Country) de Niki Caro : Sherry
- 2006 : Mission impossible 3 de J. J. Abrams : Julia Meade
- 2007 : Gone Baby Gone de Ben Affleck : Angie Gennaro
- 2007 : Les Femmes de ses rêves (The Heartbreak Kid) de Bobby et Peter Farrelly : Miranda
- 2008 : Trucker de James Mottern : Diane Ford , également productrice
- 2008 : Le Témoin amoureux (Made of Honor) de Paul Weiland : Hannah
- 2008 : L'Œil du mal (Eagle Eye) de D. J. Caruso : Rachel Holloman
- 2010 : Somewhere de Sofia Coppola : Rebecca
- 2010 : Date limite (Due Date) de Todd Phillips : Sarah Highman
- 2011 : Source Code (Code Source) de Duncan Jones : Christina Warren
- 2011 : Machine Gun (Machine Gun Preacher) de Marc Forster : Lynn Childers
- 2011 : Mission impossible : Protocole Fantôme (Mission: Impossible - Ghost Protocol) de Brad Bird : Julia Meade-Hunt (caméo, non créditée)
- 2011 : La Mort en sursis (Tomorrow You're Gone) de David Jacobson : Florence Jane
- 2012 : Gus de Jesse McCormack : Andie
- 2013 : Dans l'ombre de la proie (Penthouse North) de Joseph Ruben : Sara
- 2014 : Blonde sur ordonnance (Better Living Through Chemistry) de Geoff Moore et David Posamentier : Kara Varney
- 2014 : Fort Bliss de Claudia Myers : Maggie Swann
- 2014 :  Comment séduire une amie (Playing It Cool) (anciennement A Many Splintered Thing) de Justin Reardon : Her
- 2014 : Une seconde chance (The Best of Me) de Michael Hoffman : Amanda Collier
- 2015 : Pixels de Chris Columbus : Violet Van Patten
- 2016 : Traque à Boston (Patriots Day) de Peter Berg : Carol Saunders
- 2017 : Sleepless de Baran bo Odar : Jennifer Bryant
- 2017 : Sidney Hall de Shawn Christensen : Mme Hall
- 2018 : Mission impossible : Fallout (Mission: Impossible - Fallout) de Christopher McQuarrie : Julia Meade-Hunt
- 2019 : Au nom des femmes de Sean Hanish : Judy Wood
- 2020 : The Craft : Les Nouvelles Sorcières (The Craft: Legacy) de Zoe Lister-Jones
- 2020 : Every Breath You Take de Vaughn Stein
- 2022 : Nanny de Nikyatu Jusu : Amy
- 2023 : Blood de Brad Anderson : Jess
- 2023 : The Family Plan de Simon Cellan Jones : Jessica Morgan
- 2024 : MaXXXine de Ti West : détective Williams
- 2025 : The Family Plan 2 de Simon Cellan Jones : Jessica Morgan

### Télévision
- 2000 : Young Americans (série télévisée) : Caroline Busse (saison 1, épisodes 4 & 7)
- 2001 : New York, unité spéciale (Law & Order: Special Victims Unit) : Dana Kimble (saison 2, épisode 10)
- 2002 : Le Justicier de l'ombre (Hack) (série télévisée) : Stacy Kumble (saison 1, épisode 2)
- 2002-2003 : Boston Public (série télévisée) : Kimberly Woods (8 épisodes)
- 2011 : 1, rue Sésame (Sesame Street) (série télévisée) : elle-même (1 épisode)[41]
- 2013 : American Dad! (série télévisée d'animation) : Gina (voix, saison 8, épisode 11)
- 2014 : True Detective (série télévisée) : Maggie Hart (8 épisodes)
- 2016  - 2018  : The Path (série télévisée) : Sarah Lane
- 2020 : Messiah (série télévisée Netflix) : Eva Geller
- 2022 : Échos (Echoes) (mini-série originale Netflix de 7 épisodes) : les jumelles Leni et Gina McCleary
- 2024 : Bad Monkey : Bonnie Witt
- 2025 : The White Lotus : Jaclyn Lemon

## Distinctions

### Récompenses
- 2009 : SDFCS Award de la meilleure actrice pour Trucker
- 2009 : Prix d'excellence au Vail Film Festival pour Trucker

### Nominations
- 2005 : Satellite Award de la meilleure actrice dans un second rôle  pour Kiss Kiss Bang Bang
- 2006 : Saturn Award de la meilleure actrice dans un second rôle pour Kiss Kiss Bang Bang
- 2008 : Critics Choice Award de la meilleure distribution d'ensemble pour Gone Baby Gone
- 2015 : Golden Globe de la meilleure actrice dans un second rôle dans une série, une mini-série ou un téléfilm pour True Detective

## Voix francophones
En France, Barbara Kelsch et Ingrid Donnadieu sont les voix régulières de Michelle Monaghan.
Au Québec, Geneviève Désilets est la voix québécoise régulière de l'actrice.